# Ricardo da Costa
Ricardo da Costa (Rio de Janeiro, 1962). És un historiador brasiler, especialitzat en la filosofia i la cultura de l'edat mitjana. Entre els anys 1994-2000 va fer el seu mestratge i doctorat a la Universidade Federal Fluminense, amb un curs de paleografia de català antic al Raimundus Lullus Institut de la Albert Ludwigs Universität, Freiburg im Breisgau, sota la supervisió del doctor Fernando Domínguez Reboiras. El 2000 va obtenir la càtedra d'Història Medieval a la Universidade Federal do Espírito Santo. El 2005 va entrar a formar part de la Reial Acadèmia de Bones Lletres de Barcelona en la qualitat d'acadèmic corresponent.
El 2003 i 2005 va fer dos treballs de post doctorat a la Universitat Internacional de Catalunya, sota la supervisió del doctor Josep Serrano i Daura. Els temes van ser els templers i els set arts liberals en la filosofia de Ramon Llull. Es dedica a l'estudi de l'Edat Mitjana europea adoptant els temes i objectius de la nova història. Ha traduït nombrosos documents del filòsof Ramon Llull (1232-1316). Recentment ha vist publicada la seva traducció de la novel·la Curial e Güelfa (segle XV) sota la direcció del professor Vicent Martines (Universitat d'Alacant), per al projecte IVITRA, del qual és membre.